# Octave Dupont
Octave-Jules Dupont também conhecido como Octávio Dupont (Zwevegen, 4 de maio de 1881 - 1978) foi um médico e veterinário nascido na Bélgica. Uma das personalidades marcantes nos primórdios do ensino da medicina veterinária no Brasil. Chegou ao país em 1912 para lecionar na Escola Superior de Agronomia e Medicina Veterinária, hoje, Universidade Federal Rural do Rio de Janeiro (UFRRJ).

## Biografia
Recebeu a sua graduação em medicina veterinária pela l'École Vétérinaire de Cureghem e em medicina e cirurgia pela Université Libre de Bruxelles, Bélgica. Especializado em patologista e equinos, sobretudo em cavalos puro sangue inglês de corrida.
Escreveu o livro O Cavalo de Corrida: Criação, Medicina e Cirurgia Equinas. Atuou como professor de Clínica Médica de Grandes Animais no Instituto de Veterinária na universidade e trabalhou ao lado de Oswaldo Cruz e Vicente Leite Xavier. Dupont tinha como linha de pesquisa a salmonelose, anaplasmose, encefalomielites e doenças carenciais em equinos. Foi o introdutor da BCG (Bacilo Calmette-Guérin) no esquema de vacinação contra a tuberculose bovina e a primeira incidência de histoplasmose canina no Brasil foi relatada pelo Dr. Dupont. 
Foi diretor por muitos anos do Hospital Veterinário do Jockey Clube Brasileiro que hoje leva seu nome (Hospital Veterinário "Octávio Dupont"). Foi homenagiado com o título de Sócio Honorário do Jockey Clube Brasileiro e a Medalha de Ouro pelos 50 anos de serviços prestados a instituição.
Na UFRRJ foi titulado como professor emérito e nomeia um prémio anual dado ao melhor aluno do curso de Medicina Veterinária da UFRRJ, foi tmmbém agraciado com o diploma de Acadêmico Perpétuo e a Medalha de Carioca Honorário.
Na Bélgica recebeu a comenda da Ordem de Leopoldo. Foi eleito patrono da cadeira nº 8 da Academia Brasileira de Medicina Veterinária.
Hoje há uma rua na Barra da Tijuca e na sua cidade natal com seu nome.